# Brennstoffemissionshandelsgesetz
Das Brennstoffemissionshandelsgesetz ist ein deutsches Bundesgesetz, um die mit dem Klimaschutzplan 2050 von der Bundesregierung festgelegten Klimaschutzziele zu erreichen. Dazu führt es einen nationalen Emissionsrechtehandel für die Sektoren Wärme und Verkehr ab dem Jahr 2021 ein, die von der EU-Emissionshandelsrichtlinie (EHS-Richtlinie) nicht erfasst sind. Art. 24 EHS ermächtigt die Mitgliedstaaten, den Handel mit Emissionszertifikaten einseitig auf zusätzliche Tätigkeiten und Gase auszuweiten.
Der nationale Emissionshandel für Brennstoffemissionen in den Sektoren Wärme und Verkehr soll als eine sektorübergreifende Maßnahme gemeinsam mit den zusätzlichen sektorspezifischen Maßnahmen zur Erreichung der deutschen Minderungsziele für Treibhausgasemissionen nach der EU-Klimaschutzverordnung beitragen.

## Nationales Emissionshandelssystem (nEHS)
Grundgedanke des Emissionsrechtehandels ist, die Emission von Treibhausgasen, die durch die bestimmungsgemäße Nutzung der in Verkehr gebrachten Brennstoffe entstehen, in ein kostenpflichtiges Gut zu verwandeln. Ziel ist es, die jährlichen Emissionsmengen zu begrenzen und laufend weiter zu verringern. Erfasst werden fossile  Heiz- und Kraftstoffe, insbesondere Heizöl, Flüssiggas, Erdgas, Kohle, Benzin und Diesel.
Ausgehend von einer bestimmten Emissionshöchstmenge (sog. cap, engl. für begrenzen), die die Europäische Kommission nach Art. 4 der EU-Klimaschutzverordnung festlegt (§ 4 Abs. 1 BEHG), müssen Unternehmen, die die Brenn- und Kraftstoffe in Anlehnung an die Systematik des Energiesteuerrechts in Verkehr bringen, von der Bundesrepublik Deutschland kostenpflichtige Zertifikate erwerben (trade), die jeweils zur Emission einer Tonne Treibhausgase in Tonnen Kohlendioxidäquivalent (CO2eq) in einem bestimmten Zeitraum berechtigen (§ 3 Nr. 2 BEHG). Die Zertifikate werden von der Deutschen Emissionshandelsstelle ausgegeben. Der Erlös steht dem Bund zu (§ 10 Abs. 4 BEHG). Weitere Einzelheiten enthält die Verordnung zur Durchführung des Brennstoffemissionshandelsgesetzes.
Die Preise sollen sich grundsätzlich am Markt bilden. Da die Anzahl der Zertifikate durch die ständig sinkende Emissionshöchstmenge begrenzt ist und ebenfalls beständig sinkt, verteuern sich die Zertifikate im Lauf der Zeit und stellen so einen wirtschaftlichen Anreiz dar, durch Investitionen in den Klimaschutz Emissionen zu verringern oder zu vermeiden.
Die Emission stellt einen besonderen Vorteil dar, der beim Inverkehrbringen von fossilen Brennstoffen durch die Abgabe einer entsprechenden Zahl von kostenpflichtigen Zertifikaten abgeschöpft wird. Im Ergebnis wird für die Inanspruchnahme der Atmosphäre durch CO2 eine öffentlich-rechtliche Bewirtschaftung etabliert.

## Gesetzesinhalt
Das Gesetz schafft die Grundlagen für den Handel mit Zertifikaten für Emissionen aus Brennstoffen und für eine Bepreisung von Kohlenstoffdioxid-Emissionen (CO2-Emissionen), soweit diese Emissionen nicht vom EU-Emissionshandel erfasst sind (§ 1 BEHG). Eine Anlage, die bereits dem EU-Emissionshandel unterliegt, soll nicht noch einmal durch den Brennstoffemissionshandel belastet werden.
Das Gesetz sieht zunächst eine Einführungsphase von 2021 bis 2025 vor, in der die Emissionszertifikate zu einem Festpreis erworben werden können. Dieser beträgt gem.  § 10 Abs. 2 BEHG pro Zertifikat:
- 2021: 25 Euro,
- 2022: 30 Euro,
- 2023: 30 Euro,
- 2024: 45 Euro,
- 2025: 55 Euro.

Ein Zertifikat berechtigt zur Emission einer Tonne Treibhausgase in Tonnen Kohlendioxidäquivalent im jeweiligen Kalenderjahr.
Die von der EU für Deutschland ausgegebenen Emissionszuweisungen (AEAs) sinken zugleich von etwa 427,3 Mio. t CO2eq für 2021 jährlich um konstant etwa 14,1 Mio. t bis auf etwa 300,6 Mio. t für CO2eq im Jahr 2030. Die jährlichen Emissionsmengen gemäß § 4 Abs. 1 BEHG werden vom Umweltbundesamt mit etwa 301,1 Mio. t CO2 für 2021 bzw. 291,1 Mio. t für 2022 angegeben.
Ab 2026 beginnt die Versteigerungsphase. Dabei soll sich der Preis der Emissionszertifikate am Markt bilden, wobei im Jahr 2026 noch ein sogenannter Preiskorridor gilt, der einen Preis zwischen 55 und 65 Euro garantiert. Erst ab 2027 bildet sich der Preis völlig frei. Die Bundesregierung ist allerdings gem. § 23 Abs. 1 S. 5 BEHG aufgefordert bis November 2024 zu evaluieren, ob eine Fortsetzung des Preiskorridors angezeigt ist.
In ursprünglicher Fassung des am 12. Dezember 2019 verabschiedeten Gesetzes waren noch geringere Festpreise vorgesehen. Sie sollten 2021: 10 Euro, 2022: 20 Euro, 2023: 25 Euro, 2024: 30 Euro und 2025: 35 Euro für jeweils eine Tonne Emissionen betragen. Nach heftigen politischen Debatten einigte man sich jedoch auf einen höheren Zertifikatspreis in der Einführungsphase, mit Gesetzesstand seit 3. November 2020 waren dies: 2021: 25 Euro, 2022: 30 Euro, 2023: 35 Euro, 2024: 45 Euro, 2025: 55 Euro. Diese Erhöhung wurde wiederum aufgrund der im Jahr 2022 stark gestiegenen Energiekosten mit dem zweiten Änderungsgesetz zum BEHG vom 9. November 2022 auf die seit Ende 2022 geltenden Sätze angepasst. Im Rahmen des Haushaltsfinanzierungsgesetzes 2024 wurden die Preise wieder auf den Stand 2021 angepasst: 2024: 45 Euro, 2025: 55 Euro.
Das Brennstoffemissionshandelsgesetz wurde 2023 auf Kohle als Brennstoff und 2024 auch auf die Emissionen aus Abfall ausgeweitet. Dies gilt nicht für Anlagen, die bereits am EU-Emissionshandel teilnehmen. Zuvor hatte sich der nationale Brennstoffemissionshandel auf CO2-Emissionen aus dem Einsatz von Heizöl, Erdgas, Benzin und Diesel beschränkt.
Das Gesetz ist angelehnt an die Regelungen des EU-Emissionshandels, verfolgt jedoch einen „Upstream“-Ansatz. D.h. die nach dem Gesetz Verpflichteten sind nicht die Verursacher der Emissionen, sondern diejenigen, die die Brennstoffe in den Verkehr bringen, aus dem dann später beim Verbrauch die Emissionen entstehen. Dies war notwendig, weil die Verpflichtung aller Bürgerinnen und Bürger zur Teilnahme am nationalen Emissionshandel nicht möglich gewesen wäre. Der Preisanreiz entsteht jedoch beim Verbraucher der Brennstoffe.
Das Kohlendioxidkostenaufteilungsgesetz knüpft an die Regelung des mit dem BEHG geschaffenen Anreizsystems zur Reduktion von Treibhausgasemissionen für Wärme an und überträgt es auf Mietverhältnisse über Wohnraum. Danach werden seit dem 1. Januar 2023 die nationalen Kohlendioxidkosten nach dem BEHG zwischen Vermieter und Mieter entsprechend ihren Verantwortungsbereichen und Einflussmöglichkeiten auf den Kohlendioxidausstoß eines Gebäudes aufgeteilt. Bisher zahlten Mieter die CO2-Abgabe für das Heizen mit Erdgas und Öl allein.